# كوتارو أوموري
كوتارو أوموري (باليابانية: 大森 晃太郎) (28 أبريل 1992 في أوساكا في اليابان – )؛ هو لاعب كرة قدم ياباني سابق كان يلعب كلاعب وسط.

## وصلات خارجية
- كوتارو أوموري على موقع رابطة كرة القدم اليابانية للمحترفين (اليابانية)
- كوتارو أوموري على موقع قاعدة بيانات كرة القدم.إي يو (الإنجليزية)
- كوتارو أوموري على موقع Soccerway.com (الإنجليزية)
- كوتارو أوموري على موقع عالم كرة القدم.نت (الإنجليزية)
- كوتارو أوموري على موقع كووورة